# Rudolf Schubert (Politiker)
Rudolf Schubert (geboren 20. Dezember 1880 in Pilsen, Österreich-Ungarn; gestorben 1936 in Kaaden) war ein tschechoslowakischer kommunistischer Politiker.

## Leben
Rudolf Schubert arbeitete als angestellter Kassierer in Kaaden. Nach dem Ersten Weltkrieg wurde er Mitglied der Deutschen sozialdemokratischen Arbeiterpartei in der Tschechoslowakischen Republik (DSAP).
1921 trat er der Kommunistischen Partei der Tschechoslowakei bei und nahm Ende Oktober 1921 an dem Vereinigungsparteitag teil. Schubert wurde für die Parlamentswahlen am 23. November 1925 als Kandidat für den Senat aufgestellt und wurde gewählt. Das Wahlprüfungsgericht hingegen erklärte am 24. April 1926 seine Wahl für ungültig, da er am Wahltag nicht das für den Senat erforderliche Mindestalter von 45 Jahren hatte, und erkannte ihm das Mandat ab. Sein Mandat übernahm der Ersatzmann Emanuel Kučera.
Schubert kandidierte bei der nächsten Wahl für die Wahlperiode 1929 bis 1935 im Wahlkreis Laun erneut für den Senat und wurde als Ersatzmann gewählt, kam aber nicht zum Einsatz.